# L. M. Shaw
Pour les articles homonymes, voir Shaw.
Leslie Mortier Shaw, dit L. M. Shaw, né le 2 novembre 1848 à Morristown (Vermont) et mort le 28 mars 1932 à Washington (district de Columbia), est un homme politique américain. Membre du Parti républicain, il est gouverneur de l'Iowa entre 1898 et 1902 puis secrétaire au Trésor entre 1902 et 1907 dans l'administration du président Theodore Roosevelt.

## Biographie
Shaw est né le 2 novembre 1848 à Morristown, dans le Vermont, fils de Boardman O. Shaw et Louise Spaulding "Lovisa" Shaw. Il fréquente le Cornell College en 1874. Le 6 décembre 1877, il épouse Alice Crenshaw, avec qui il aura trois enfants.
Shaw exerce en tant qu'avocat à temps partiel et vendeur de pommes à Denison, dans l'Iowa. Par la suite, il devient banquier.
Il s’engage en politique lors de l’élection présidentielle de 1896, prononçant des discours en faveur de William McKinley et de sa politique monétaire.
En 1898, Shaw devient le 17e gouverneur de l’Iowa, poste qu’il occupe jusqu’en 1902. Il est ensuite nommé secrétaire au Trésor des États-Unis sous la présidence de Theodore Roosevelt, fonction qu’il occupe de 1902 à 1907.
À l’instar de son prédécesseur, Lyman Gage, Shaw considère que le Trésor doit intervenir sur le marché monétaire en période de difficulté. Dans ce cadre, il rachète des emprunts d’État détenues par des banques commerciales, augmente le nombre de banques dépositaires de fonds publics. En 1902, Il informa les banques qu'elles n'avaient plus besoin de maintenir des réserves de liquidités pour couvrir leurs dépôts de fonds publics. L'objectif de cette mesure était de créer une monnaie plus flexible, capable de s'ajuster aux besoins du marché. Sous Shaw, l’intervention gouvernementale sur le marché monétaire atteint son apogée. Il soutient également une théorie protectionniste des tarifs douaniers. Il démissionne le 3 mars 1907 pour devenir banquier à New York. La même année, survient la panique bancaire de 1907.
En 1908, Shaw est candidat à l’investiture du Parti républicain pour l’élection présidentielle.
Après son départ du Cabinet présidentiel, Shaw critique la politique de Woodrow Wilson et la Société des Nations. Il s’engage pour Calvin Coolidge et Herbert Hoover, et défend ardemment la loi Hawley-Smoot.
Shaw meurt d’une pneumonie le 28 mars 1932 à Washington, et est inhumé au cimetière Oakland à Denison, dans l’Iowa.

## Source
- (en) Cet article est partiellement ou en totalité issu de l’article de Wikipédia en anglais intitulé « L. M. Shaw » (voir la liste des auteurs).